# Tochimilco
Tochimilco ist eine Kleinstadt mit ca. 3500 Einwohnern im mexikanischen Bundesstaat Puebla. 
Sie ist der Hauptort des insgesamt nur knapp 20.000 Einwohner zählenden Municipio Tochimilco.

## Lage und Klima
Tochimilco liegt ca. 50 km (Fahrtstrecke) südwestlich des Stadtzentrums von Puebla in einer Höhe von ca. 2145 m. Der Vulkan Popocatépetl ist nur etwa 15 km (Luftlinie) entfernt. Das Klima ist gemäßigt bis warm; Regen (ca. 955 mm/Jahr) fällt überwiegend in den Sommermonaten.

## Bevölkerungsentwicklung
| Jahr      | 2000 | 2010 | 2020 |
| Einwohner | 3390 | 3289 | 3676 |

Der überwiegende Teil der Bevölkerung ist indianischer Abstammung; zahlreich sind auch Mestizen. Die Umgangssprache ist meist Spanisch.

## Geschichte
Der Ort existierte schon lange vor der Ankunft der Spanier. Im Jahr 1524 erhielt Hernán Cortés den Ort und sein Umland als Encomienda. Seit dem Jahr 1531 gehörte er dem Staat; seit dieser Zeit kümmerte sich der Franziskanerorden um die Missionierung der Indios. Im September 2017 wurde die Kirche während eines Erdbebens leicht beschädigt. 

## Stadtbild und Sehenswertes
- Im Zentrum des Ortes befinden sich eine einschiffige, aber hohe Missionskirche mitsamt einer offenen Kapelle (Capilla abierta) sowie ein Konvent des Franziskanerordens. Die Gebäude sind allesamt aus schwarzem Vulkangestein errichtet; der farblich abgesetzte Glockenturm auf der Kirche wurde nachträglich aufgesetzt. Der doppelgeschossige Kreuzgang (claustro) hat ein zentrales Brunnenbecken. Auf dem ummauerten Platz vor der Kirche versammelten sich einst tausende von Indios während der im Innern abgehaltenen Messfeier.
- Hinter der Kirche befinden sich das Rathaus und eine kolonialzeitliche Gerichtssäule mit aufgesetztem steinernen Wappenschild.
- Vom Ortsrand führt oberirdisch verlaufender Aquädukt bis ins Ortszentrum.